# Acalypha uleana
Acalypha uleana é uma espécie de planta do gênero Acalypha, pertencente à família Euphorbiaceae, .